# Hjula Webereien
Koordinaten: 59° 56′ N, 10° 45′ O

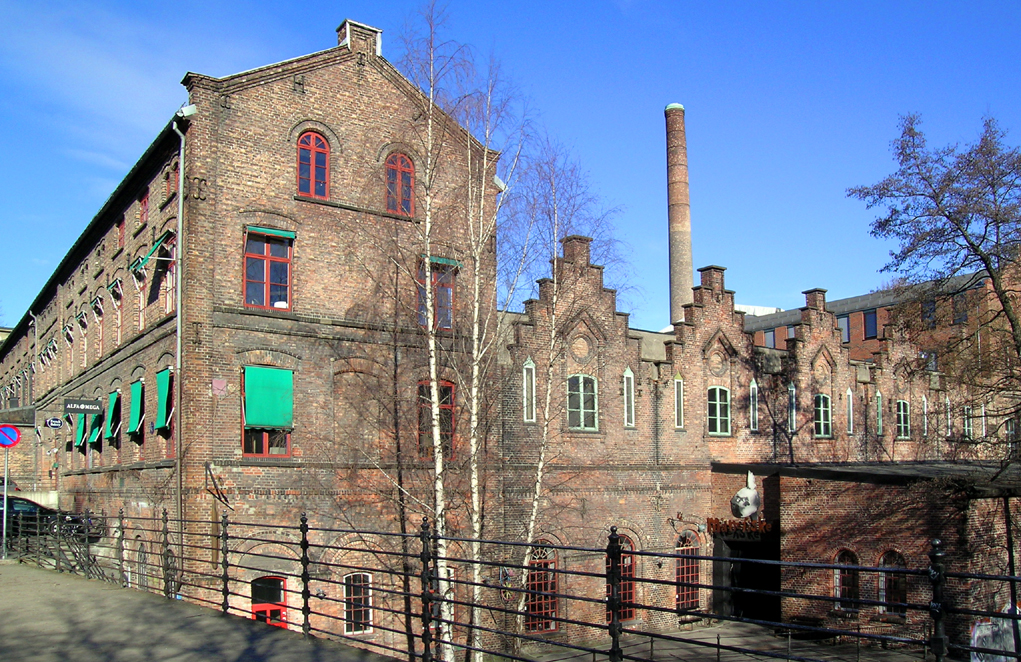
Hauptfassade der ehem. Hjula Webereien, 2007

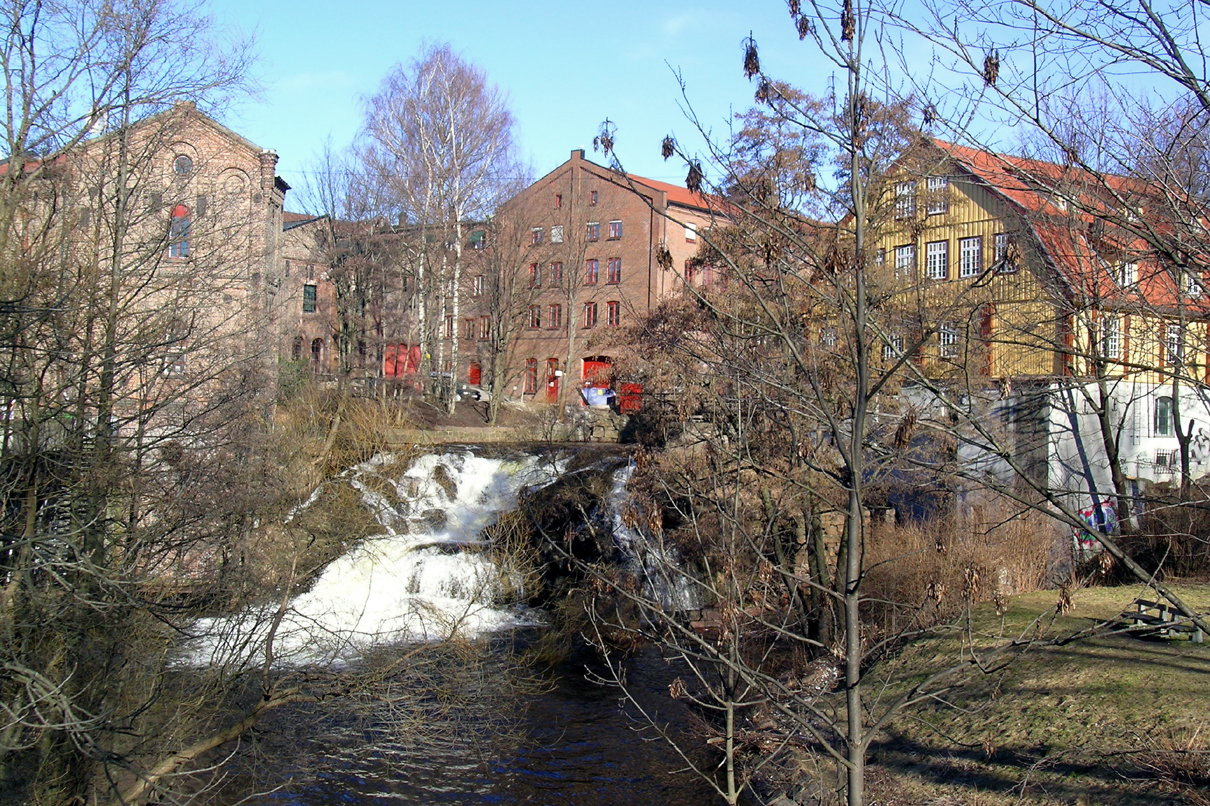
Wasserfall Hjulafossen, 2007

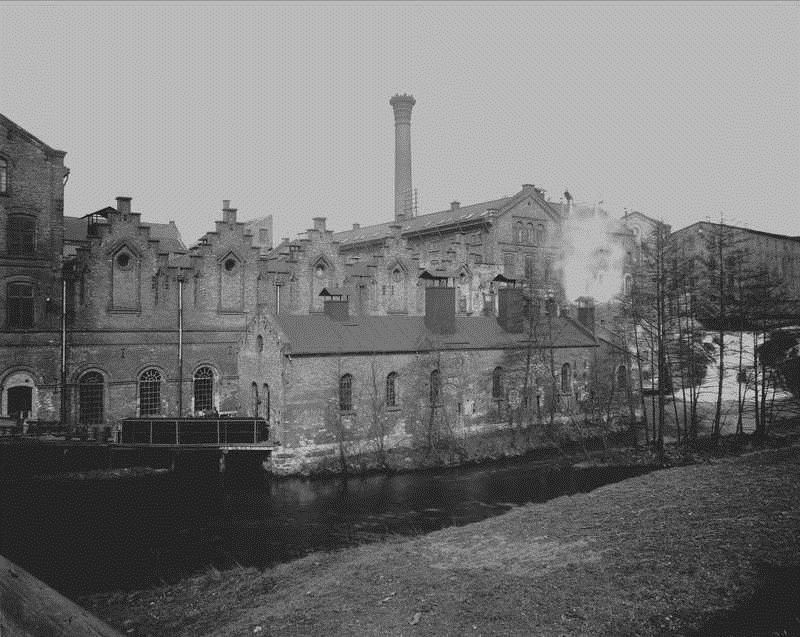
Hjula Webereien, mit dem Wäschereigebäude im Vordergrund, Andreas B. Wilse, um 1910

Die Hjula Webereien (norw. Hjula Væveri) waren ein Textilbetrieb am Wasserfall Hjulafossen in der norwegischen Hauptstadt Oslo. Die Webereien waren die ersten maschinenbetriebenen Webereien Norwegens.
Die Gebäude der Webereien befinden sich im Sagveien 23 und liegen auf der Westseite des Flusses Akerselva. Der Betrieb wurde 1855 von Halvor Schou gegründet. Bis 1854 hatte Schou eine kleinere Baumwollweberei flussabwärts betrieben. Im Jahr 1854 kaufte er das Grundstück am Hjulafossen und konnte so eine Umstellung der Energieversorgung von Kohlekraft auf Wasserkraft ermöglichen.
Anfänglich bestand die Weberei aus zwölf Webstühlen. Sie expandierte schnell und besaß bald 400 Webstühle. Um 1890 hatte die Weberei knapp 800 Angestellte und war zu diesem Zeitpunkt der größte Industriebetrieb Norwegens.
Der Amerikanische Bürgerkrieg zwischen 1861 und 1865 erschwerte den Zugang zu Rohbaumwolle und so erweiterte Schou die Produktion. Zusätzlich zur Baumwollweberei etablierte er die Hjula Klædefabrik, eine Bekleidungsfabrik, welche Wollpullover herstellte. Im Jahr 1916 wurde diese ausgelagert und fusionierte mit De Forenede Uldvarefabriker. 1946 übernahm Tekstilforedling as, kurz Tefas, die Hjula Webereien. Das Unternehmen hatte Filialen in Fredrikstad und Lillestrøm. Die Firma meldete 1955 Konkurs an und die Produktion wurde eingestellt. Eine Firma mit dem Namen Hjula Væveri Hvalor Schou DA ist heute in der Immobilienbranche tätig.
Die Gebäude prägen das Gebiet am Akerselva. Das Hauptgebäude wurde 1854 vom Architekten Oluf Roll, Schous Schwager, errichtet. Der mittlere Abschnitt der Fassade in Richtung des Flusses hat fünf abgetreppte Giebel. In diesem Dachabschnitt gab es ein schräges Glasdach, um die 2.500 m² große Maschinenhalle zu belichten. Es war eine sehr moderne Lösung. Die Belichtung hätte man auch durch Fenster erreichen können, doch wollte man die Arbeiter nicht durch den Ausblick ablenken. Der Maschinensaal wurde 1971 durch ein Feuer zerstört und nur die Fassade ist erhalten geblieben. Unten am Fluss lag ein weiteres, niedriges Gebäude. Hier befand sich die Textilfärberei. Der Fluss floss durch das Gebäude und wechselte nach der Produktion die Farbe.